# Florencio Pla Meseguer
Florencio Pla Meseguer, nacido Teresa alias La Pastora, el otro Durruti o Teresot, el terror del Caro (Vallibona, provincia de Castellón, 1917 - íd. 2004) fue un guerrillero español del maquis.

## Biografía
Nació en 1917 en el Mas de La Pallissa, una casa de pastores de Vallibona. Por su condición de persona intersexual, un amigo de la familia advirtió a su padre del apuro que podía suponerle cumplir el servicio militar. Entonces su padre lo inscribió en el registro civil como Teresa Pla Meseguer. Solo fue a la escuela quince días, pues su profesión de pastora no le dejaba más tiempo libre ni las burlas sobre su apariencia le eran cómodas. Así pasó su vida en soledad por los montes de Vallibona, La Pobla de Benifassa, Rossell y toda la comarca Els Ports.
Debido a su sexualidad no normativa, se enfrentó a muchos problemas. Fue humillada a principios de febrero de 1949, por un teniente de la Guardia Civil, en la tejería del Mas de la Pastora en La Pobla de Benifassa, esta masía ya se llamaba Pastora antes de la llegada de Teresa a trabajar en ella. 
Tras la quema y tiroteo del Mas del Cabanil (también en la Pobla de Benifassa) por parte de la Guardia Civil con los maquis, su posible detención por colaborar con los guerrilleros, ya  que los dueños para los que trabajaba eran los propietarios del Mas de la Pastora y el Cabanil, así cómo la humillación que previamente sufrió, le motivaron a dejar el oficio de pastora en la masía donde trabajaba y formar parte del maquis, cambiando sus ropas femeninas por las masculinas y pasó de ser la Teresot, Tresa o Teresa a ser Florencio.  
Fue entonces cuando el ya Florencio cogió fusil en mano y entró en el maquis. Con los guerrilleros estuvo durante veinte meses, con el nombre de Durruti o La Pastora por las montañas del Maestrazgo, como un miembro más del XXIII Sector de la Agrupación de Guerrilleros de Levante y Aragón (AGLA). En aquel entonces en este sector de guerrillero del AGLA mandaba Jesús Caellas Aymeric, Carlos el Catalán. Sus compañeros pasaron a Francia y Florencio se quedó en Andorra guardando ganado en dos masías y haciendo contrabando de tabaco y nailon. 
Capturado en 1960 en Andorra y entregado a las autoridades españolas, se le atribuyeron numerosas atrocidades en las que no tuvo nada que ver, en la época de la dictadura franquista. Conmutada la pena de muerte por 30 años de presidio, pasó 17 años en prisión hasta su indulto en 1977.

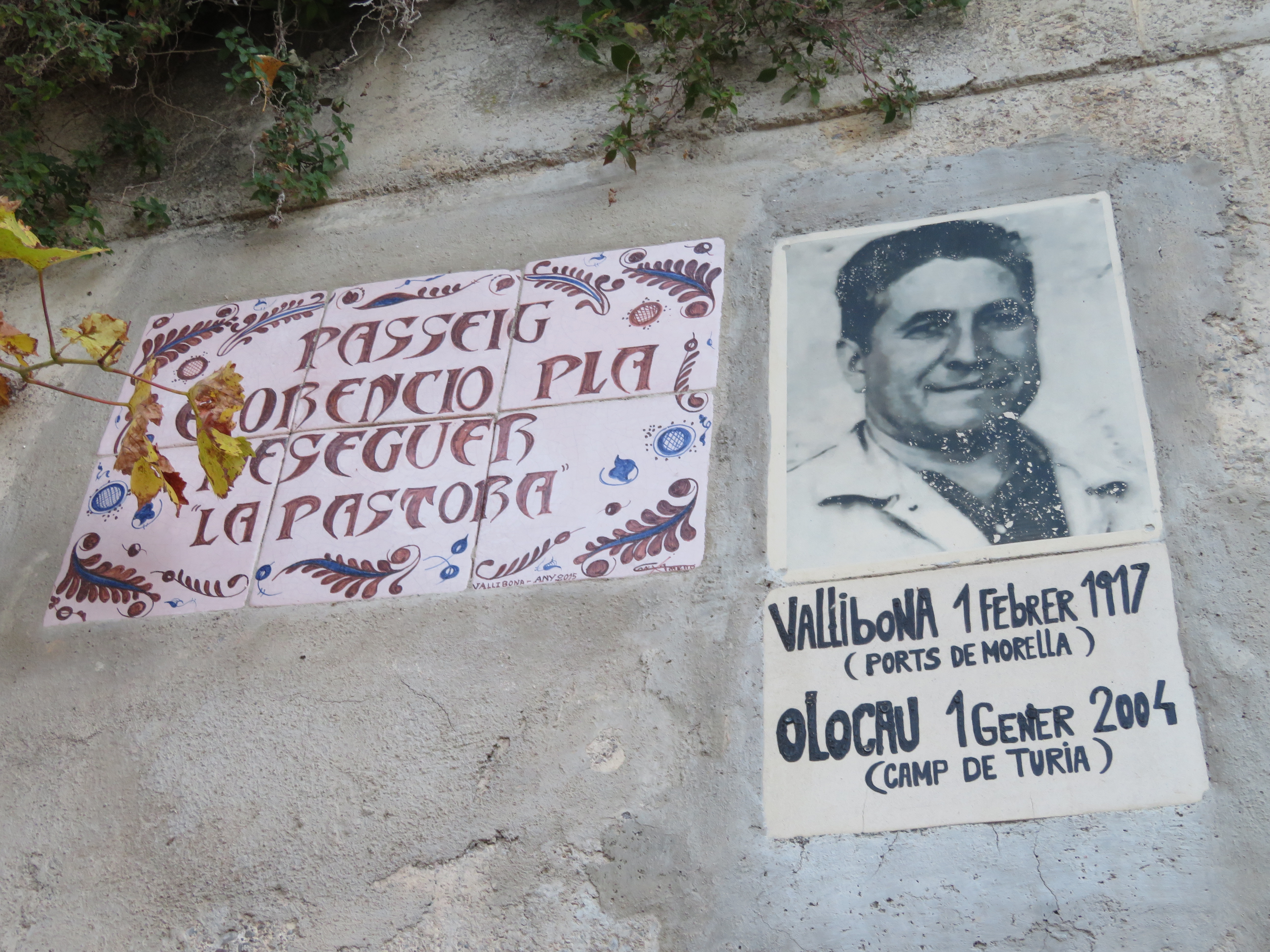
Callejero del municipio de Vallibona, Paseo de Florencio Pla Meseguer, alias La Pastora, guerrillero español del maquis (AGLA).

Acogido por la familia de un funcionario de prisiones, falleció a los 86 años, el uno de enero de 2004 en la población de Olocau.

## Cultura popular
- Su historia fue novelada por Alicia Giménez Bartlett en Donde nadie te encuentre, premio Nadal en 2011.[2]

- El grupo musical Ebri Knight le ha dedicado una canción con el nombre Pastora.[3]